# En algún sitio
En algún sitio es una película costarricense estrenada en 2023, dirigida por Frayser Navarrette, y protagonizada por el propio Navarrette y  Luis Jara. Es la primera película de Costa Rica en centrarse como tema principal en la homosexualidad.

## Sinopsis
La película cuenta la historia de amor entre dos hombres, Christian, interpretado por Frayser Navarrette, y Antonio (Luis Jara), quienes son mejores amigos desde los 18 años de edad. Una serie de circunstancias hace que sus caminos, separados por una mentira, se reencuentren.

## Reparto
El reparto estuvo compuesto por:
- Frayser Navarrette
- Luis Jara
- Alex Barquero
- Álvaro Marenco
- Isabella Oldenburg
- Rafael Álvarez

## Producción
El guion está firmado por Navarrette y Justin Delgado, quienes fundaron la productora End Films para llevar a cabo este proyecto; además se asociaron a Engage Films. Por su parte, la fotografía estuvo a cargo de Júpiter Silva,  también participa Mauricio Azofeifa como encargado del sonido, Esteban Acuña y Laura Villalobos en la producción y logística, y el productor asociado, Frank Suárez.

### Estreno
La película fue estrenada en las salas de cine de Costa Rica en marzo de 2023.